# Harper (Liberia)
Harper is een stad in Liberia en is de hoofdplaats van de county Maryland.
Bij de volkstelling van 2008 telde Harper 17.837 inwoners.